# Dicranophragma (Brachylimnophila) separatum
Dicranophragma (Brachylimnophila) separatum is een tweevleugelige uit de familie steltmuggen (Limoniidae). De soort komt voor in het Palearctisch gebied.